# 哈桑·费赫米帕夏

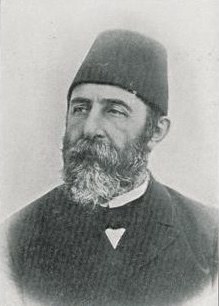

哈桑·费赫米帕夏（土耳其語：Hasan Fehmi Paşa；1836年—1910年）是奥斯曼帝国的政治家，苏丹阿卜杜勒-哈米德二世时期的奥斯曼帝国议会的议长、工程部部长、司法部部长。